# Gnometris
Gnometris ou Quadrapassel est l'une des très nombreuses variantes du jeu Tetris. Cette déclinaison fait partie des jeux de l'environnement de bureau GNOME. De plus, Gnometris est un logiciel libre placé sous les termes de la licence publique générale GNU. Depuis la version 2.30.0, le jeu a été renommé Quadrapassel.

## Historique

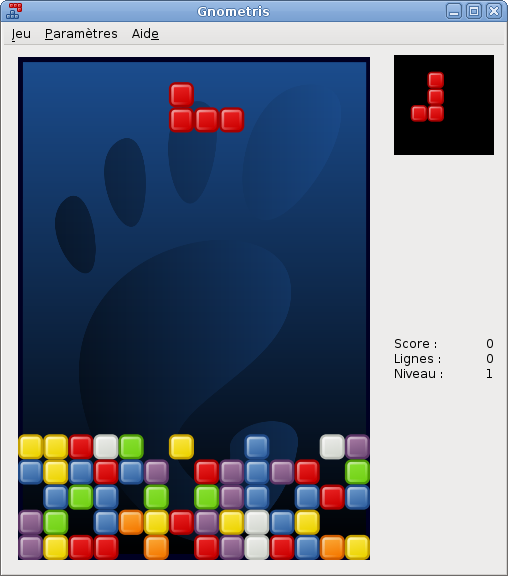
Capture d'écran.

Ce logiciel a été écrit par Janusz Marcin Gorycki en 1999 et est maintenu depuis par l'équipe de Gnome Games.

## Spécificités
Gnometris est semblable aux autres jeux du type Tetris. Il faut empiler des blocs afin de former des lignes horizontales et ainsi gagner des points. On peut choisir son niveau de difficulté (de 1 à 20), et également rendre le jeu plus prenant en rajoutant des lignes pré-remplies de blocs ou en activant les effets sonores. Ce logiciel possède plusieurs thèmes qui permettent de changer l'apparence des blocs.